# Псевдоміксис
Псевдоміксис або ж псевдогамія (від псевдо... і грецького — змішання, поєднання чи в другому випадку шлюб) — особливий тип розмноження у грибів. Полягає у злитті двох вегетативних морфологічно не диференційованих на статі клітин.